# Золочів (селище)
Зо́лочів — селище у Богодухівському районі, розташоване біля витоків річки Уди, центр Золочівської громади на північному заході Харківської області України. До 2020 року був центром колишнього Золочівського району.
Місце перемоги козаків полковника Дінця над татарами у 1680 році.

## Географічне розташування
Селище Золочів знаходиться на березі річки Уди (переважно на лівому березі), вище за течією за 2 км розташоване село Сніги, нижче примикає до сіл Литвинове, Орішанка, Макариха, до нього прилягає село Зрубанка.
Через Золочів проходить залізниця Харків — Готня, станції Світличний, Золочів. Селищем проходить автомобільна дорога Т 2103.

## Походження назви
Існує декілька версій про походження назви селища. Місцеві мешканці дотепер розповідають легенду, що під час битви 1680 року татарський хан загубив золоті шолом та шаблю, що потонули у річці Уди. За іншою версією назву місту дали перші поселенці, вражені багатствами тутешньої землі, золотими врожаями. Але найбільш ймовірна версія, що перші з переселенців були вихідцями з міста Золочева, теперішньої Львівської області. На користь цієї гіпотези виступає аналіз сучасних прізвищ мешканців Золочева Харківської області й мешканців Золочева Львівської області.
Золочів Львівської області є містом-побратимом селища Золочів Харківської області .

## Історія
Заснований вихідцями із Задніпровської України у 1677 році. Переселення очолював Костянтин Фєдоров, вони прибули сюди із задніпровского містечка Мишурин Ріг (нині — Верхньодніпровський район, Дніпропетровська область). Нове поселення стало однією з надійних баз Запорізької Січі. Основну частину золочівських жителів складали козаки та їх помічники, головним обов'язком яких було несення військової служби і захист від ворогів південних рубежів Московської держави.

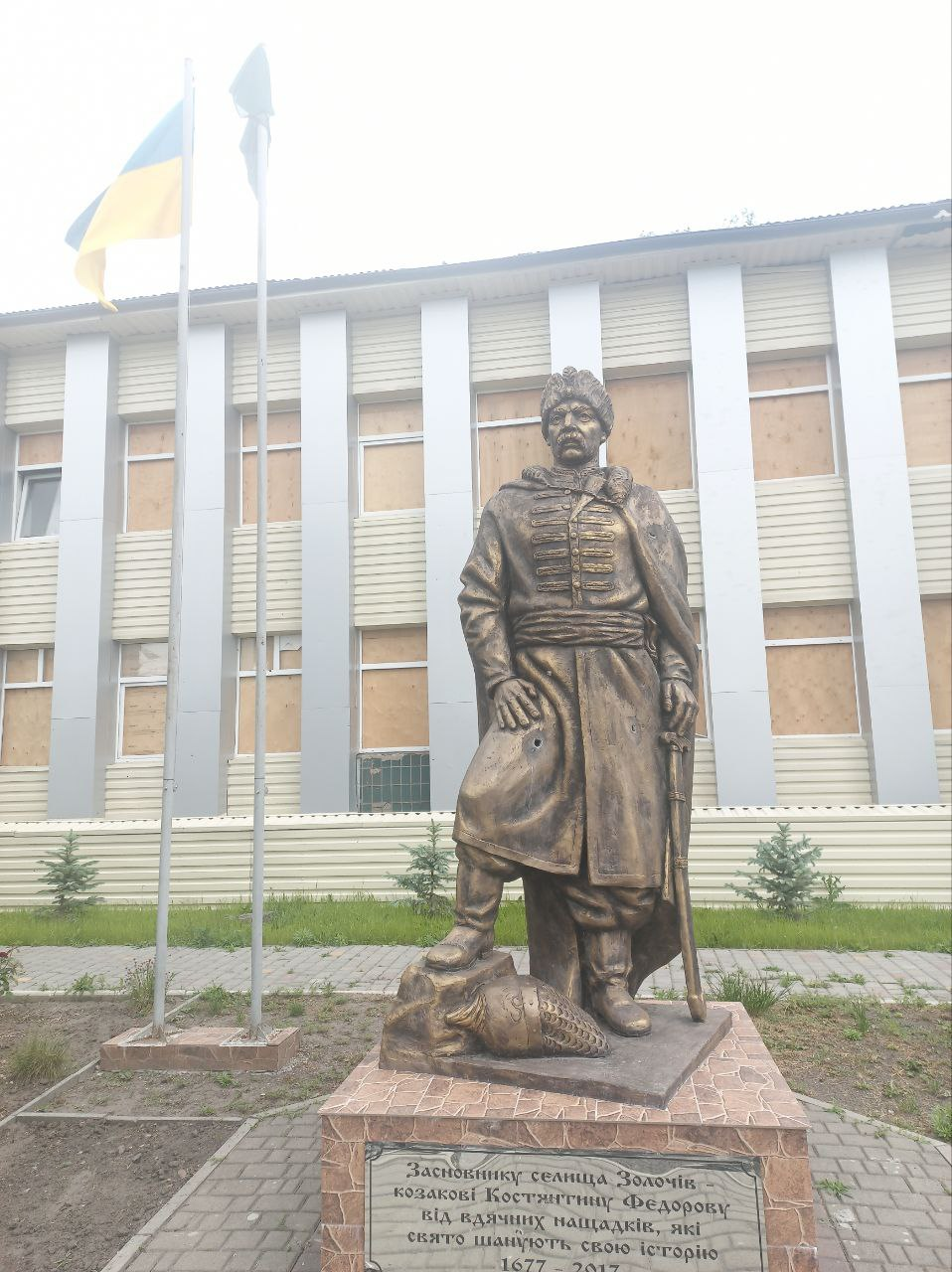
Пам'ятник засновнику села Золочів Костянтину Федорову. Встановлений у 2017 році.
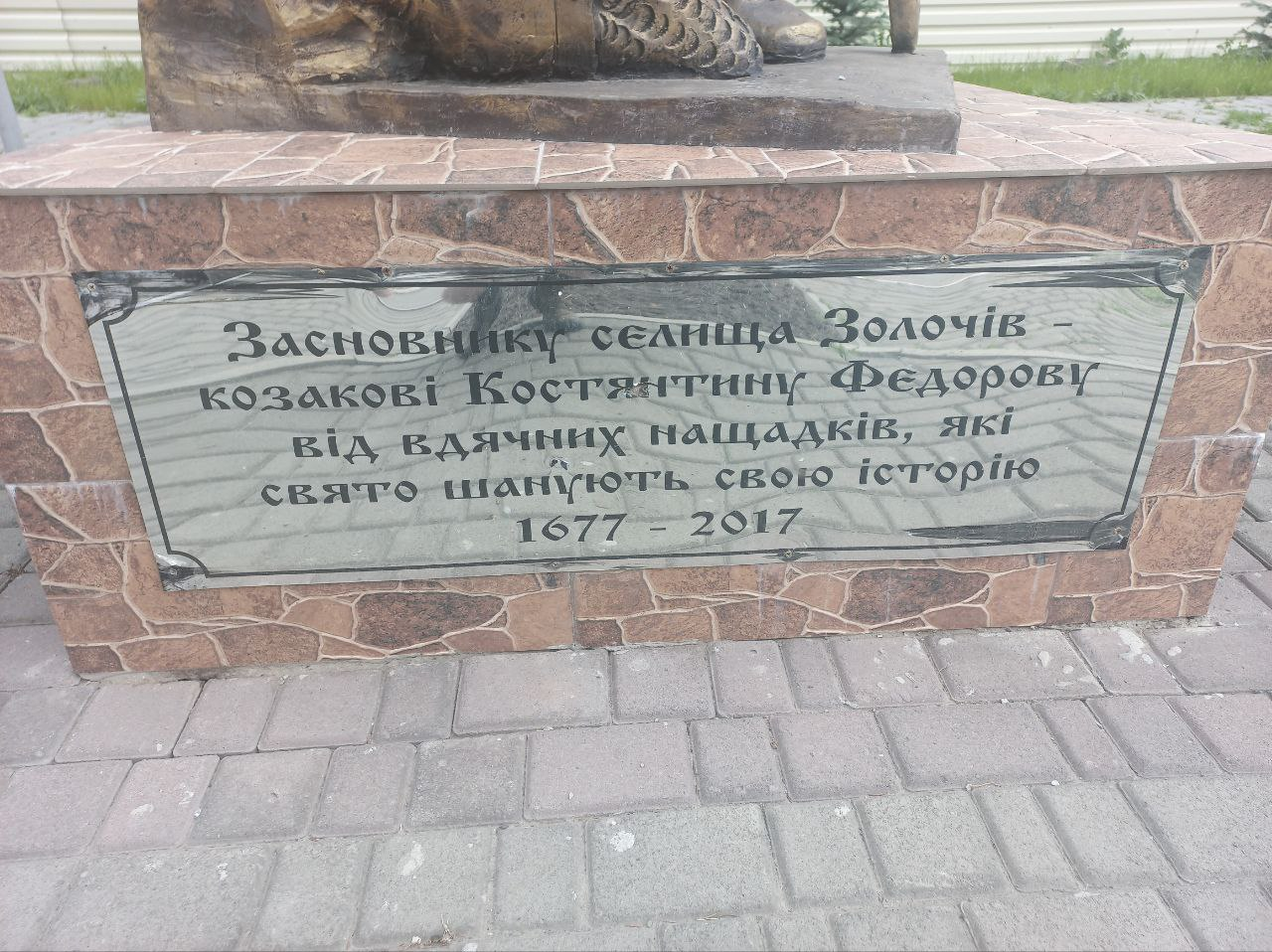
Меморіальна дошка на Пам'ятнику Костянтину Фєдорову
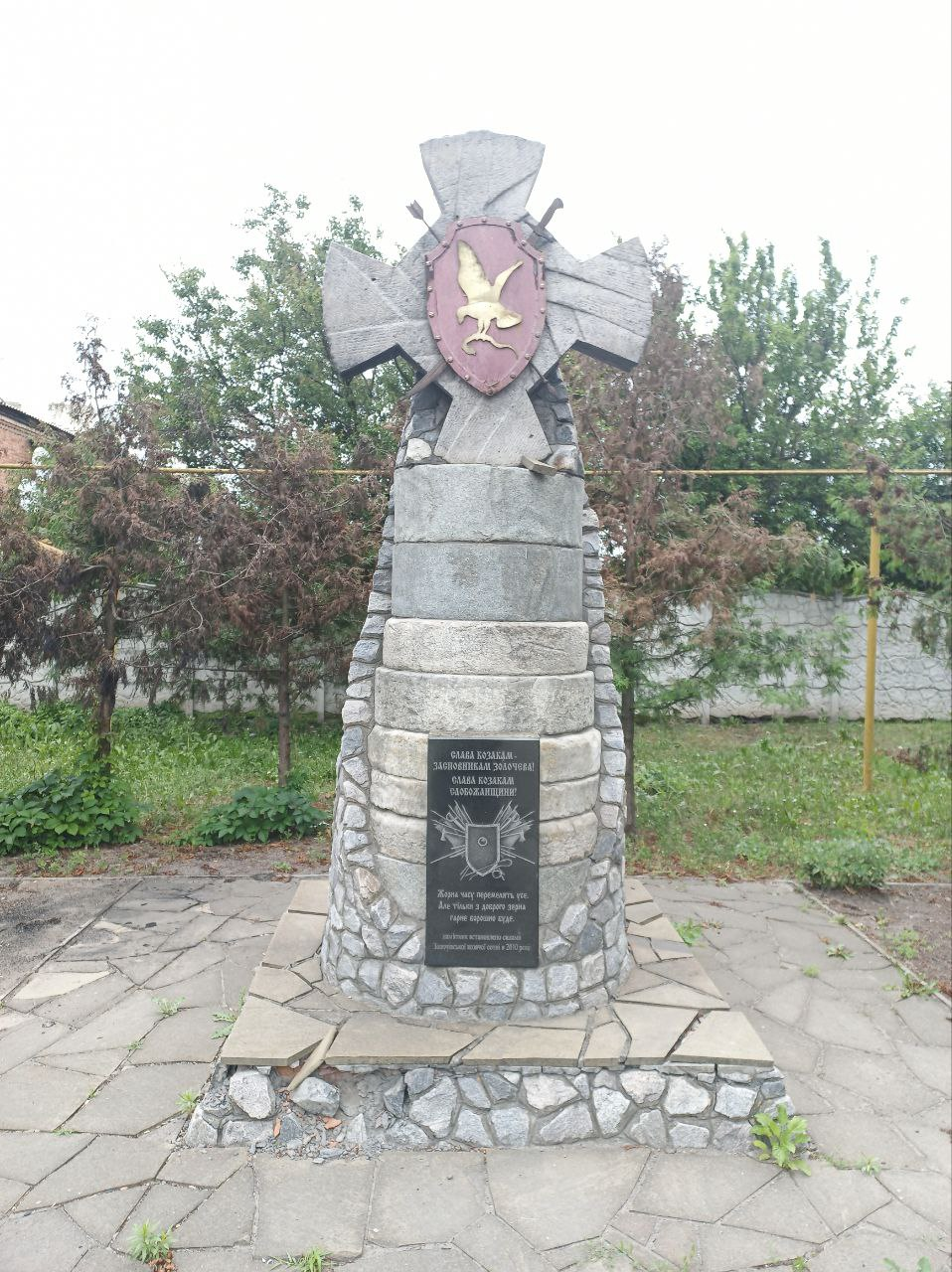
Пам'ятник козакам-засновникам Золочіва. Встановлений 2010 р.
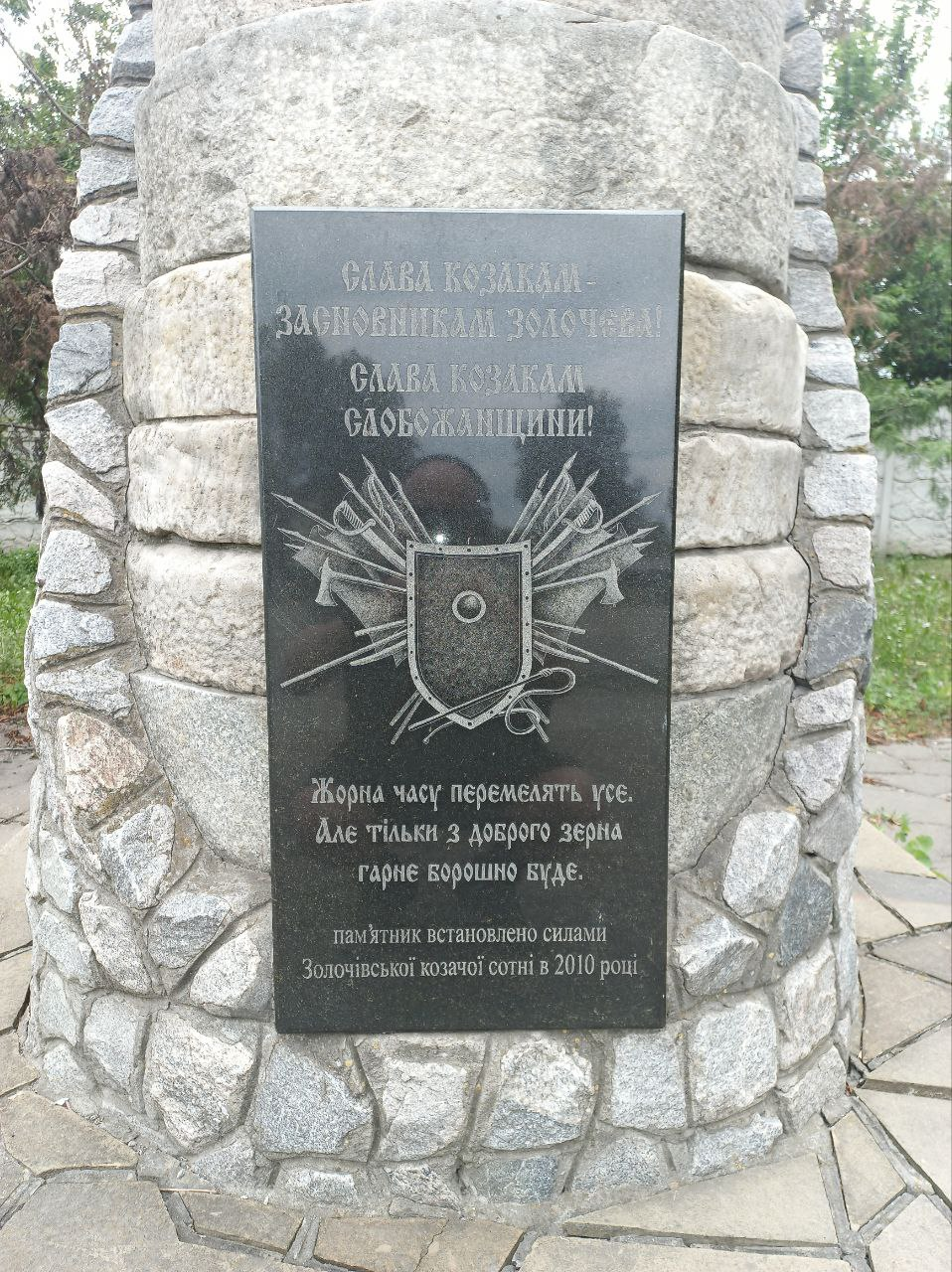
Меморіальна дошка на Пам'ятнику козакам-засновникам Золочіва

За даними на 1864 рік у заштатному місті, центрі Золочівської волості Харківського повіту, мешкало 5687 осіб (2860 чоловічої статі та 2827 — жіночої), налічувалось 823 дворових господарств, існували 3 православні церкви та приходське училище, відбувалось 6 щорічних ярмарки та базари щонеділі.
Станом на 1914 рік кількість мешканців зросла до 11 706 осіб.
Перший будинок з цегли у Золочеві було збудовано лише 1879 року. В ньому були розташовані міське управління, міський громадський банк і двокласне чоловіче училище.
У ті роки золочівська громада мала запасний капітал у сумі 19 217 крб. 98 коп., використавши з якого 10 000 крб., було відкрито міський громадський банк. Залишок суми знаходився на банківському вкладі за відсотки. І, як не дивно, але боргів Золочів тоді не мав, хоча й грошової допомоги ніхто не виділяв.
1897 року у Золочеві було засновано першу бібліотеку. Спочатку вона називалася земською народною, бо кошти для її створення виділило земство Харківського повіту. Пізніше бібліотека стала називатися народною. В 1908 році в Золочеві було завершено будівництво Народного будинку на 400 місць за проектом інженера І.Виноградського. На його спорудження 2000 крб. виділило товариство за народну тверезість, що діяло при Харківському повітовому комітеті.
Документи засвідчують, що на початку XX століття у Золочеві було чотири кустарні промисли: ковальський, шкіряний, чоботарський і столярний.
На початку XX століття в Золочеві було вже три училища, а саме: чоловіче на 127 хлопчиків, жіноче на 70 дівчаток та ремісниче на 27 хлопчиків. Про це свідчать повідомлення міського старости Тимофія Гур'єва. Варто відзначити, що цей купець прихильно ставився до освітянських проблем і за його кошти було збудовано приміщення нинішньої заочної школи. Згодом було також споруджено й новий будинок для 4-класного училища на Миколаївській площі. В цієї будівлі нині розташовано центральний корпус Золочівської ЗОШ № 2.
У Золочівському краї напередодні Першої Світової війни: діяло 15 церковно-приходських шкіл й нараховувалося 700 учнів і 18 вчителів.
Із Золочівською землею пов'язані імена відомих діячів культури й науки — Г. С. Сковороди, Д. П. Хрущова, Й. А. Тимченка.

### Друга світова війна
В перші місяці німецько-радянської війни до лав Червоної Армії було мобілізовано близько 5 тисяч золочівців. Навколо Золочева було викопано понад 3 км протитанкових ровів, у районі залізничної станції споруджено бліндажі та окопи. З наближенням німців до Харкова почалася евакуація населення, колгоспної та радгоспної худоби, техніки. 22 жовтня 1941 року радянські війська залишили Золочів.
12 лютого 1943 року, під час зимового наступу радянських військ на харківському напрямку, підрозділи 107-ї і 309-ї стрілецьких дивізій, 69-ї і 192-ї танкових бригад зайняли Золочів, а 13 і 14 — весь район. 9 березня 1943 року радянські війська повторно залишили Золочів.
Влітку 1943 року після розгрому німецьких армій у битві на Курській дузі війська Воронезького та Степового фронтів вступили на територію України. Війська 18-го танкового корпусу під командуванням генерал-майора О. В. Єгорова на початку серпня 1943 року прорвали оборону німців. В ніч на 6 серпня танкові бригади підполковника Пузирьова і майора Горибяна здійснили 30-кілометровий кидок і увірвалися в Золочів. Нацистські війська були остаточно витиснуті з міста вранці 8 серпня 1943 року. 

За визволення Золочева і району 12-ом військовим було надано звання Героя, зокрема звання отримали: старший лейтенант Є. В. Шкурдалов, Я. П. Вергун, Т. Ф. Кармацький, Є. І. Кузнецов, І. І. Руденко, М. М. Угловський, П. П. Агєєв, П. А. Пода, І. О. Левченко, О. О. Власов, В. І. Сотников, Є. М. Терезов.

### Російсько-українська війна

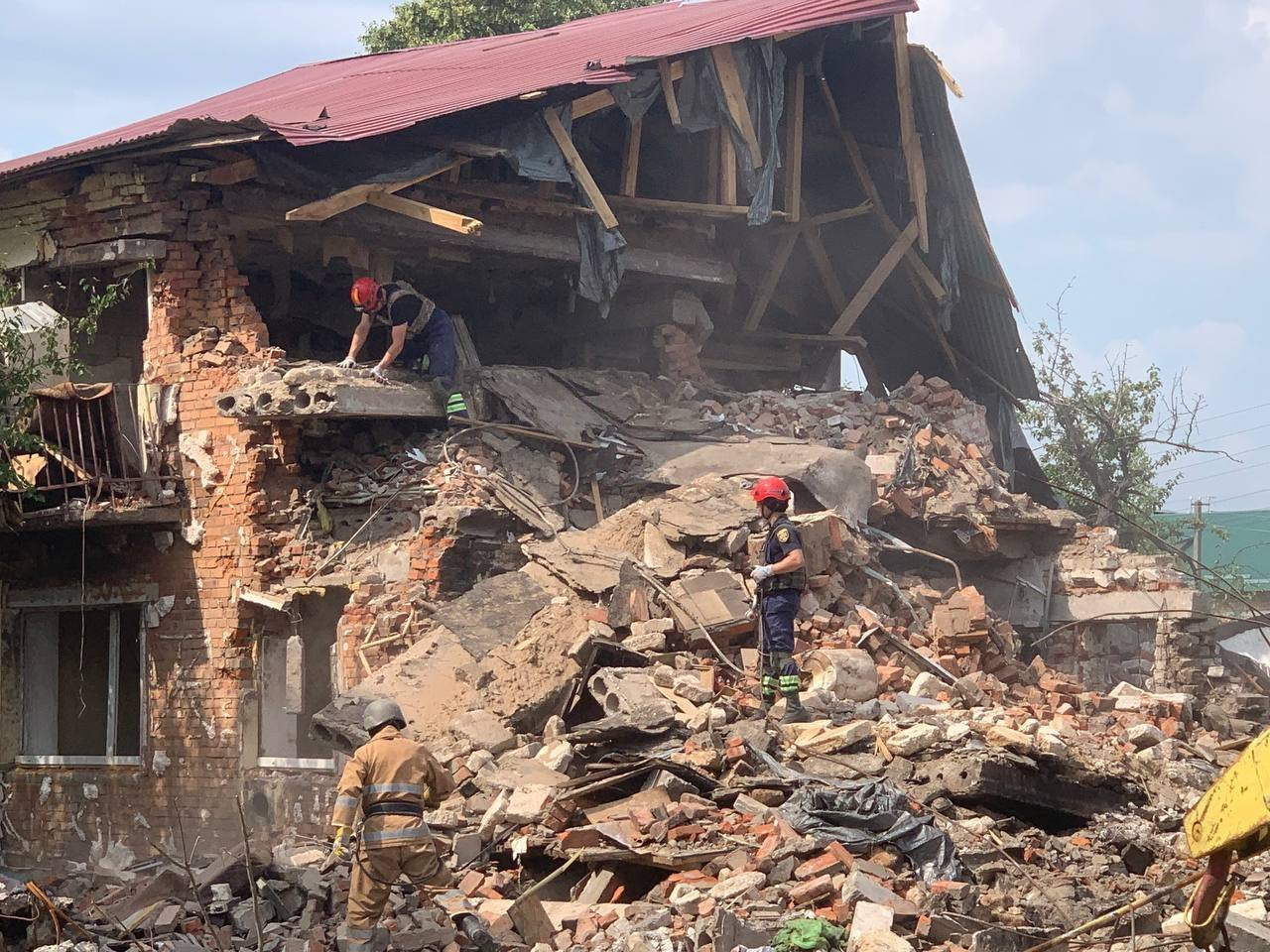
Будинок після російського обстрілу 22 червня

Одразу після повномасштабного наступу російських військ на Україну 2022 р. російська армія двічі намагалася захопити Золочів - 25 лютого і 9 березня . 19-20 серпня 2022 р. буда здійснена третя спроба , проте українські захисники відбили атаки . За перший рік через російські обстріли були пошкоджені лікарня, школи № 1, № 2 і № 3, дитячий садок № 2, адміністративні будівлі тощо .
Обстріли російськими військами 10 квітня 2022 року: «З самого ранку практично ввесь день іде обстріл Золочева, останні дві з половиною години — без перестанку. Вибухи дуже потужні, були й касетні удари. Дуже багато будинків зруйновано, декілька підприємств у промзоні. Там зараз пожежі. Скільки всього руйнувань, поки що не можемо порахувати. Це вперше з початку війни в нас такої сили обстріли», — голова Золочівської громади Віктор Коваленко.
14 квітня 2022 року Золочів піддався потужним обстрілам з боку Росії. Є зруйновані приватні будинки, підприємства. Потім було обстріляно Одноробівку — село місцевої громади майже на кордоні з РФ. Там 8 пошкоджених і 4 повністю зруйнованих будинки. Після цього почали обстрілювати сусідню Олександрівку. Залетіли туди два російських вертольоти й почали гатити. Поранені двоє дітей — школярі 9 і 11 років, у шию, у стегно .
22 квітня 2022 р. коли підрозділи 1-го батальйону 72-ї окремої механізованої бригади імені Чорних Запорожців пішли в контрнаступ від Золочева на окуповану на той момент Козачу Лопань. Під час бойового рейду загинуло 12 воїнів, з яких одна дівчина, військовий медик . 22 квітня 2024 р. , у другу річницю з цього дня, у селищі Золочів відкрили пам’ятний знак на честь полеглих захисників .
14 червня 2022 року о 4:30 ранку російські військові вчергове обстріляли населений пункт. Пошкодили 4 будинки. Минулось без жертв серед цивільного населення. Обстріл здійснювали з РСЗВ «Ураган», також були використані артилерійські снаряди з парашутами.
22 червня 2022 року російська армія знову обстріляла Золочів. Загинуло кілька людей .
14 серпня 2022 р. від російського обстрілу осколкові поранення дістала 83-річна жінка .
Влітку 2023 р. в Золочеві було встановлено пам'ятник загиблим військовим 93-ї бригади, які стримали російський наступ на Золочів на початку березня 2022 року . 8 грудня 2023 р. в Золочеві відкрили Алею Героїв - на стендах розміщені фотографії 44 полеглих воїнів-мешканців Золочевської громади . Також була випущена пам’ятна медаль «Захиснику Золочівщини». Її передали усім родинам загиблих військових .
За 2 роки після повномасштабного російського вторгнення 2022-2024 Золочів і Золочівська громада постійно перебували під російськими обстрілами. За словами мешканця Золочева, головного редактора газет «Зоря» та «Вісник Богодухівщини» Василя Мірошника, станом на травень 2024 р. через інтенсивні обстріли із селища виїхало багато людей, адже за місяць на населений пункт в середньому прилітає понад 10 КАБів . За словами Василя Мірошника, був період, коли щодня російська самохідна артилерійська гармата била по Золочеву 20–30 разів .
Російські обстріли навесні 2024 р. :
- 16 квітня два КАБи вдарили по центру селища, в результаті чого  була пошкоджена будівля «Укрпошти», поранення отримали 57-річна жінка та 49-річний чоловік,, два приватні будинки та лінії електропередач [4] [15];
- 24 квітня відбувся обстріл двома ракетами С-300 центру селища. Удари прийшлися в будівлю колишньої Золочівської районної адміністрації, яку частково зруйновано. Було пошкоджено більше 10 житлових будинків, у тому числі багатоквартирних; будівлі відділу поліції, «Ощадбанку», відділу освіти, будівлі газети «Зоря», територіального центру соціальних послуг; сім шкільних автобусів та кілька автівок [4] [16];
- 1 травня літаками агресора було здійснено три удари по площі, в результаті чого загинуло двоє цивільних - жінка та чоловік, які перебували в машині; три людини отримали поранення ; згоріли  близько 20 автомобілів, були зруйновані  приватний будинок та адміністративні приміщення [4] [17];
- 6 травня авіацією ворога було  здійснено чотири удари. Осколкові поранення та контузії отримали жінка та два поліцейські. Значно пошкоджено будівлі Дитячо-юнацької спортивної школи, селищної ради, поліцейського відділу, будинок дитячо-юнацької школи, Будинок культури, управління соціального захисту, суд, 10 приватних будинків. Також знищено два приватні будинки [4] [18];
- 21 травня КАБами були зруйновані ринок, дитячий садочок, школа, п'ять двоповерхових багатоквартирних будинків, а також приватні домоволодіння [4] [19] [20];
- 23 травня вдарили двома КАБами у житловий район Золочева, були пошкоджені 10 приватних будинків, господарчі приміщення, двоє людей отримали контузії - 72-річна та 73-річна жінки [4] [21] [19];
- 24 травня після влучання КАБа пошкоджено вісім приватних будинків та господарчі споруди, приміщення підприємства [22].

За словами начальника Харківської обласної військової адміністрації Олега Синєгубова, станом на 30 травня 2024 р. є інформація, що поблизу Вовчанського та Липецького напрямків ворог стягує резерви, які можуть бути перекинуті на Золочівській напрямок з метою задіяти максимальну кількість українських військ у стримуванні ворога на півночі Харківщини .

## Населення

### Мова
Рідна мова населення за даними перепису 1897 року:
| Мова       | Чисельність, осіб | Доля     |
| ---------- | ----------------- | -------- |
| Українська | 6 413             | 97,57 %  |
| Російська  | 155               | 2,36 %   |
| Інші       | 5                 | 0,07 %   |
| Разом      | 6 573             | 100,00 % |

## Економіка
- Молочно-товарна ферма, машинно-тракторні майстерні.
- Теплиці.
- Компанія Прайм КТМ. Продукція з кольорових металів.
- Золочівський молокозавод.

## Транспорт

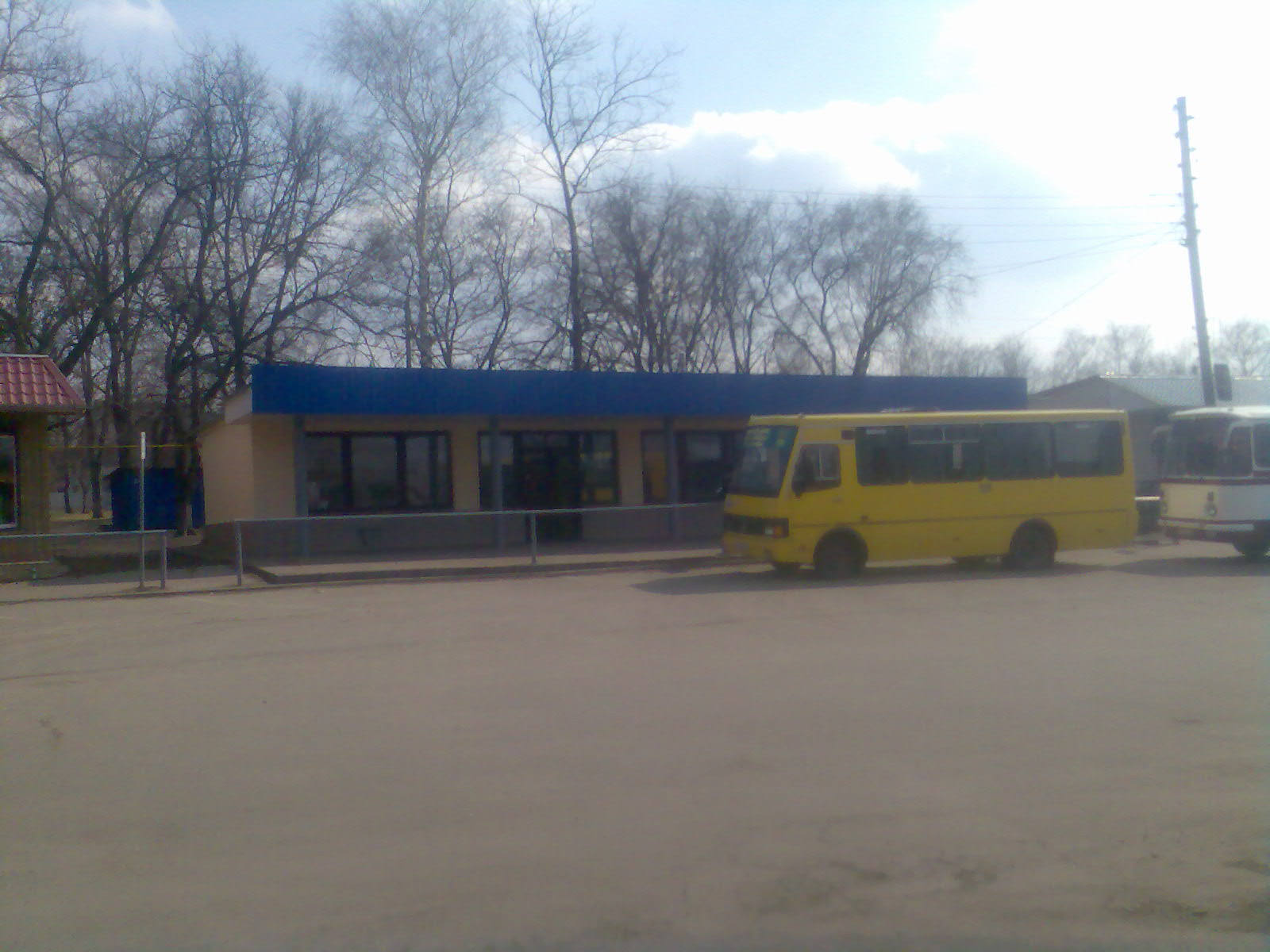
Селищний автовокзал

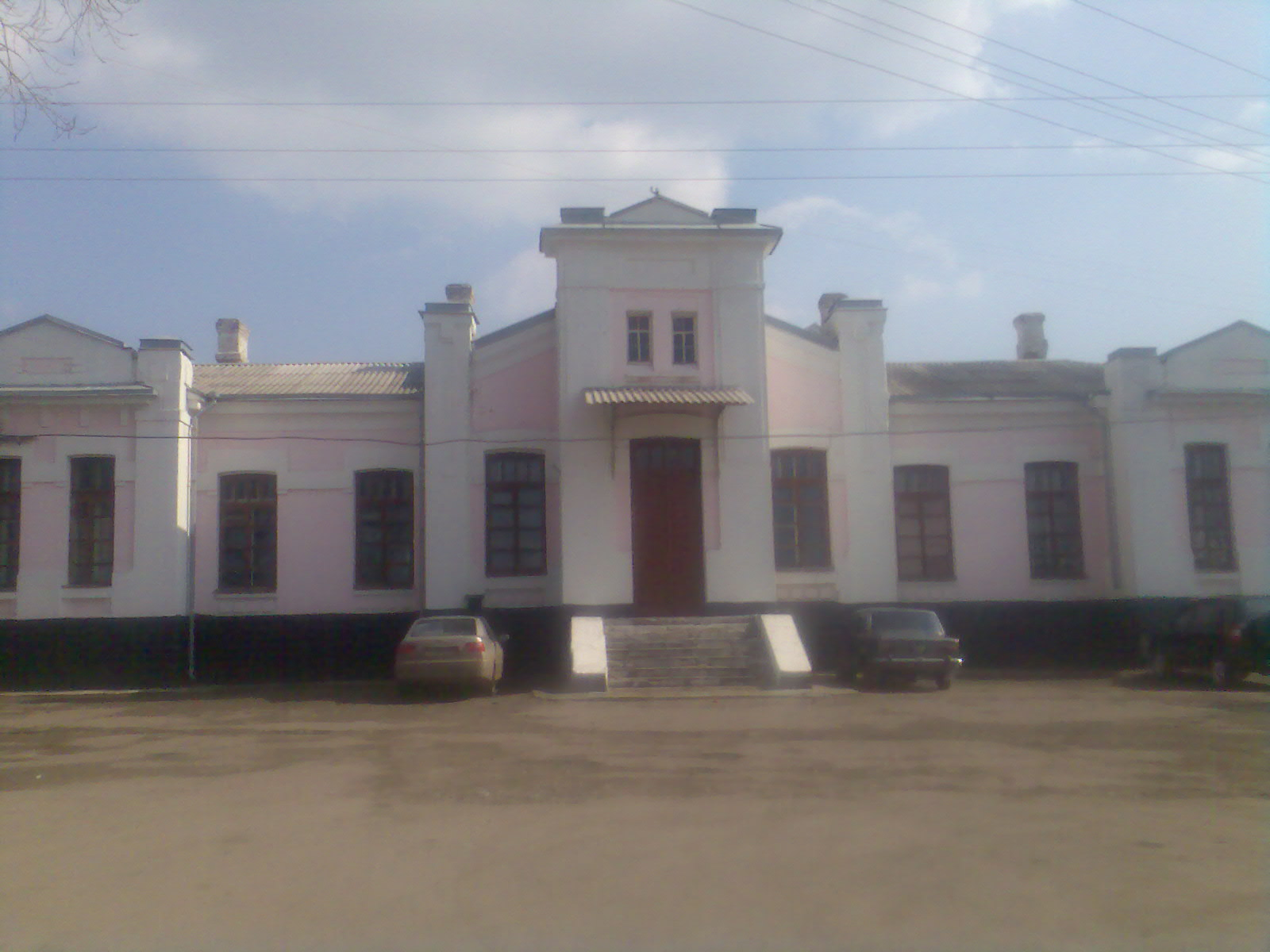
Залізнична станція «Золочів»

Через селище проходить автомобільна дорога місцевого значення «Т 21 03» (Харків-Мала Данилівка-Дергачі-Золочів-Олександрівка-кордон з Росією). У місті є автостанція, з якої можна дістатися, майже, до кожного населеного пункту району, а також міст Дергачі та Харків.
Також у місті є залізнична станція «Золочів», а в південній частині селища — залізнична платформа «Соснівка». Електропоїзди ходять за маршрутом Харків-Золочів. За маршрутом Золочів-Одноробівка ходять приміські поїзди локомотивної тяги. Раніше також існував приміський міжнародний поїзд Харків-Готня.
Міського транспорту у Золочеві немає.

## Об'єкти соціальної сфери
- Школа.
- Лікарня.
- Стадіон.
- Золочівський спортивно-технічний клуб.
- Золочівський будинок дитячого та юнацького мистецтва.
- Сучасний спортивний комплекс [26]

## Культура міста

Пам'ятник Тарасу Шевченку (у 2011 р.)

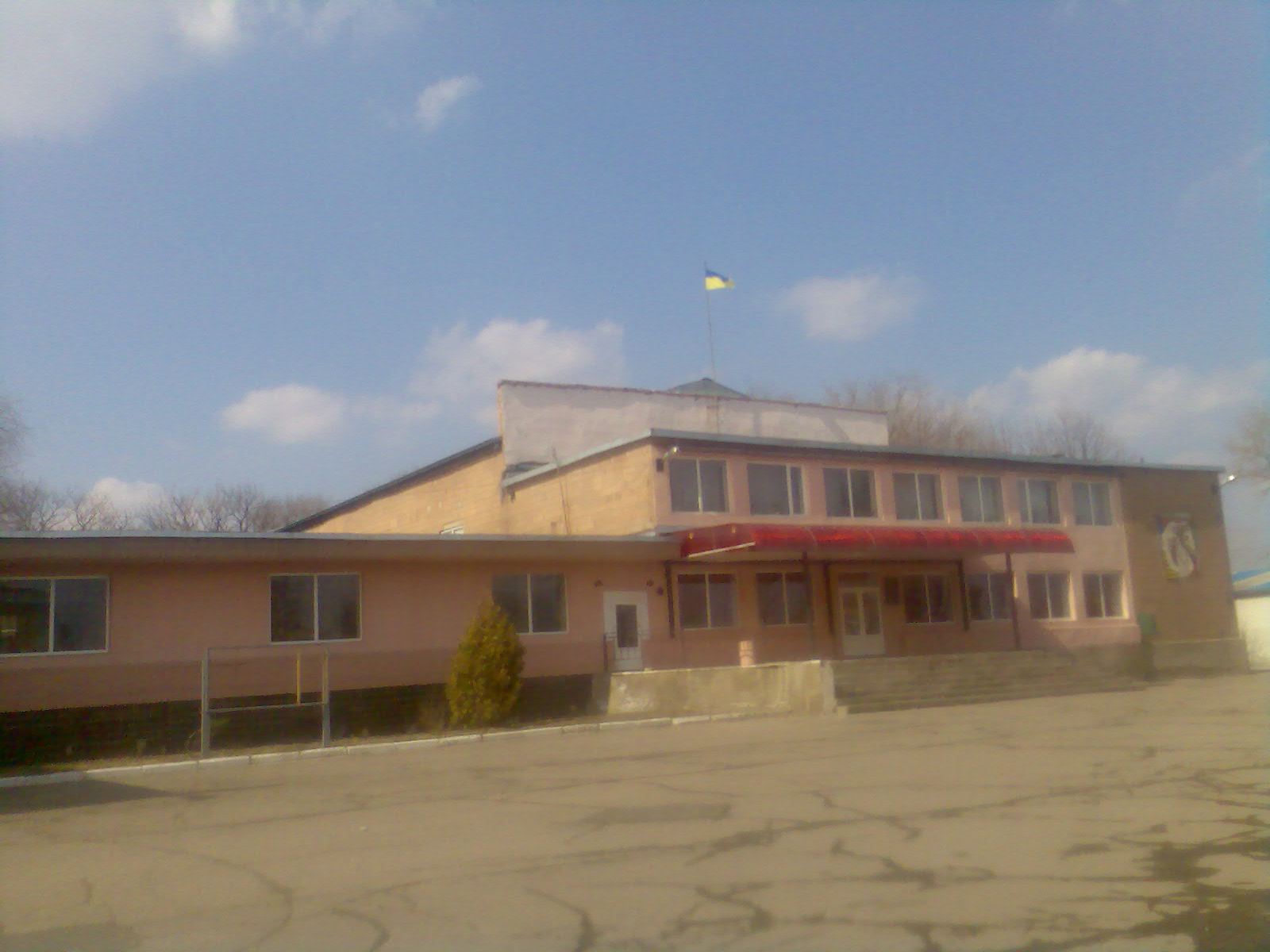
Золочівський історико-краєзнавчий музей

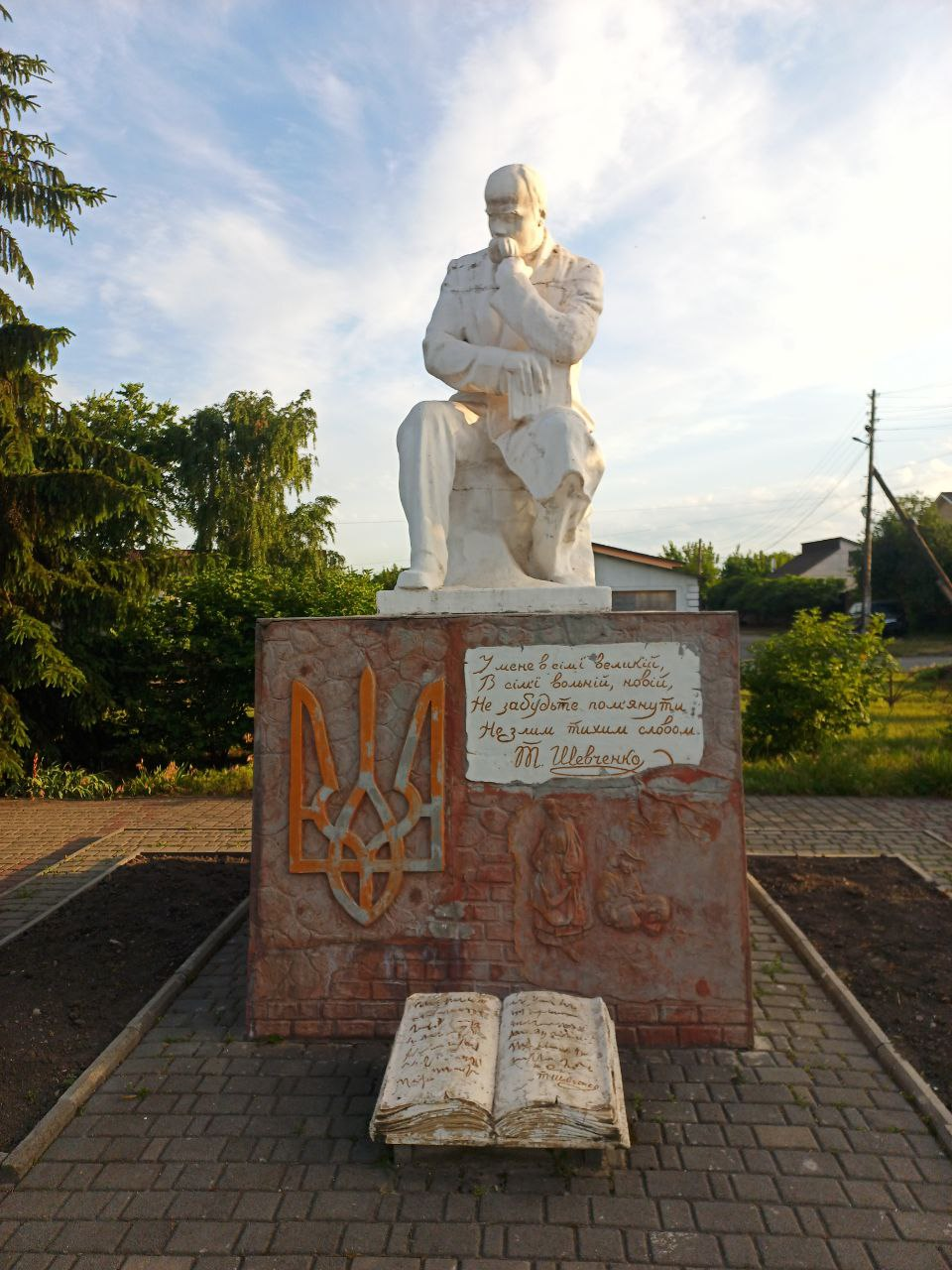
Пам'ятник Шевченку у Золочеві (у 2024 р.)

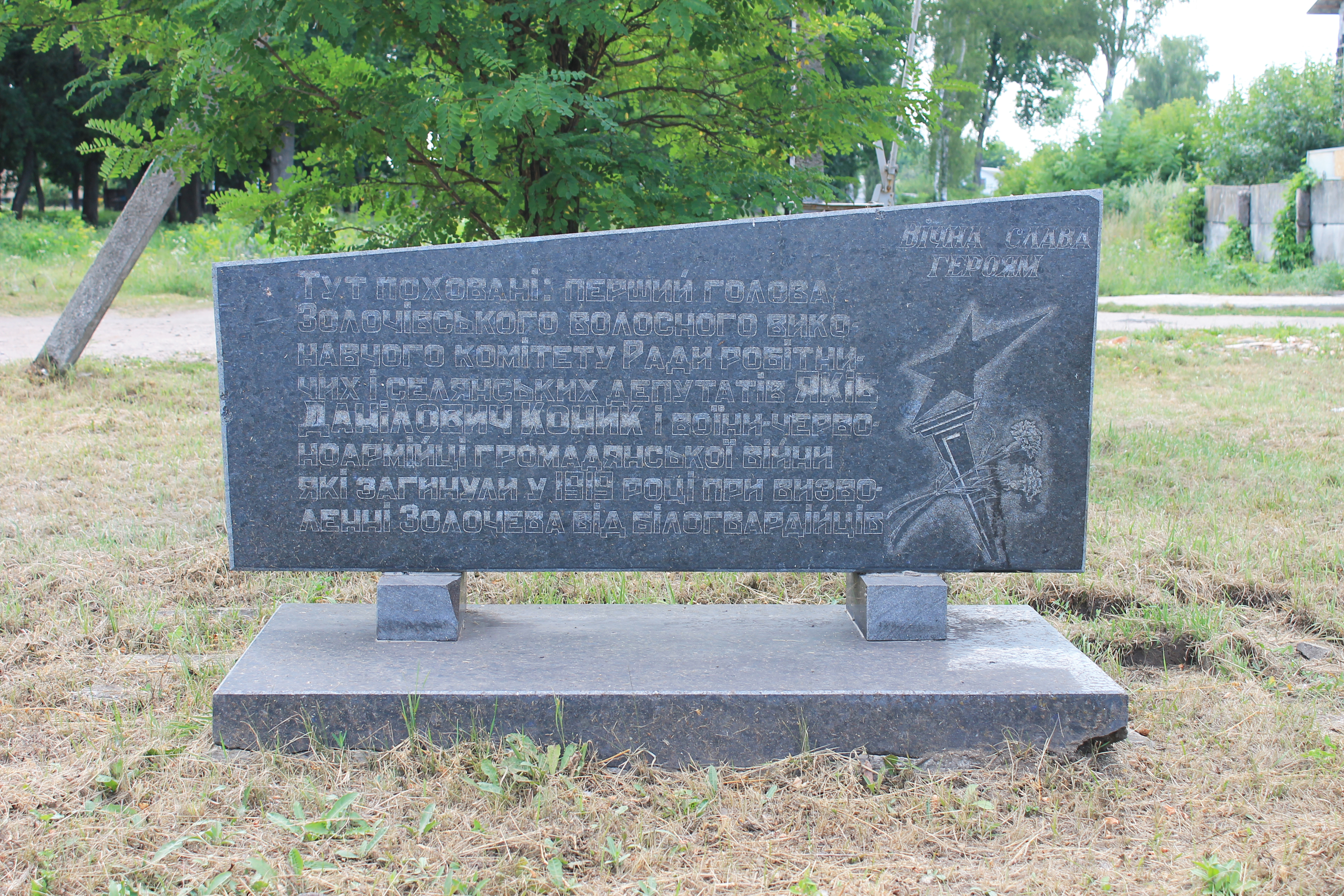
Могила Коника Я. Д.

У селищі є Золочівський історико-краєзнавчий музей, відкритий до 300-річчя селища у 1977 році, районний будинок культури. Також споруджені пам'ятники, до того ж більшість з них у XXI столітті.

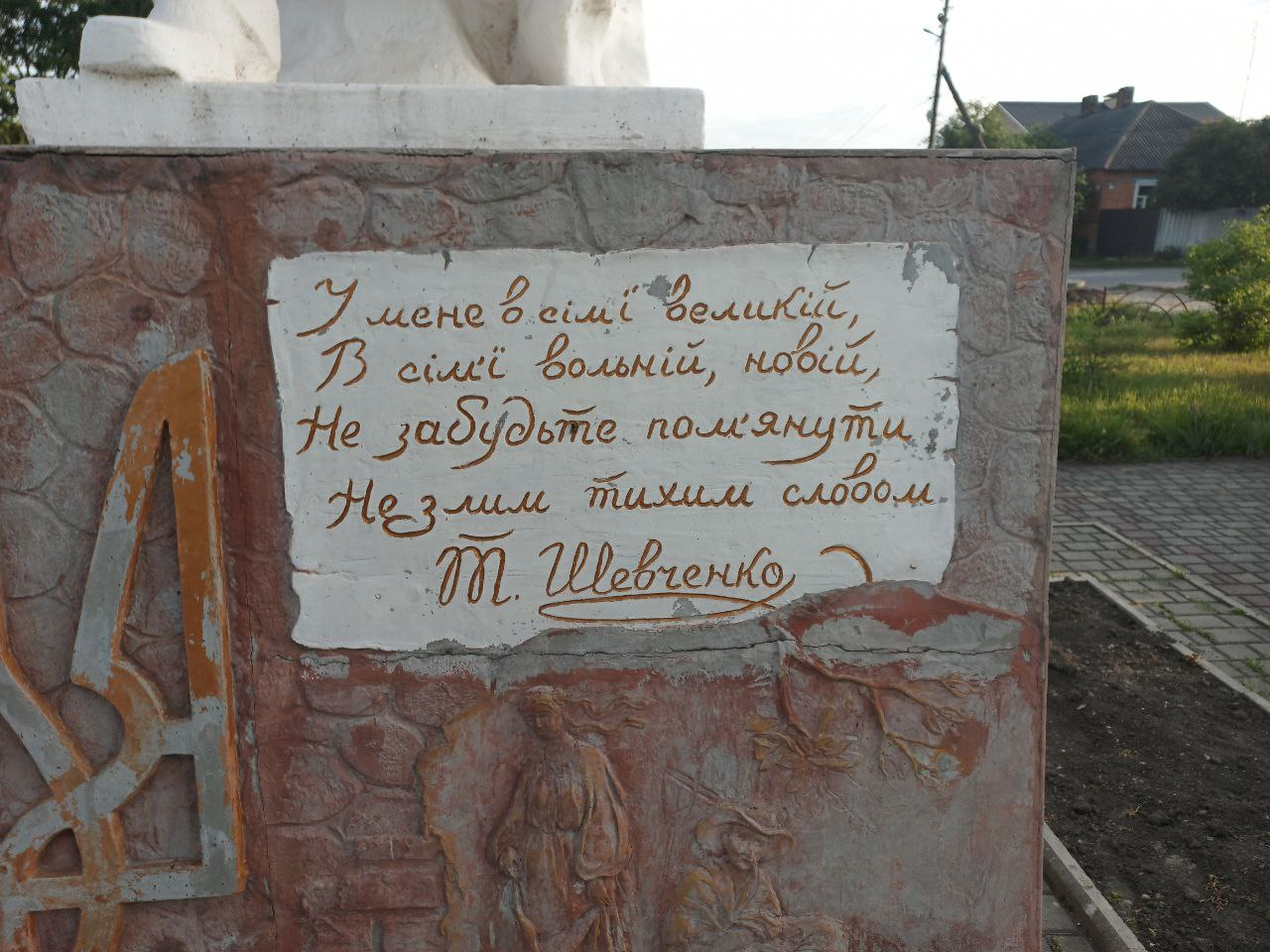
Цитата на пам'ятнику Шевченку у Золочеві

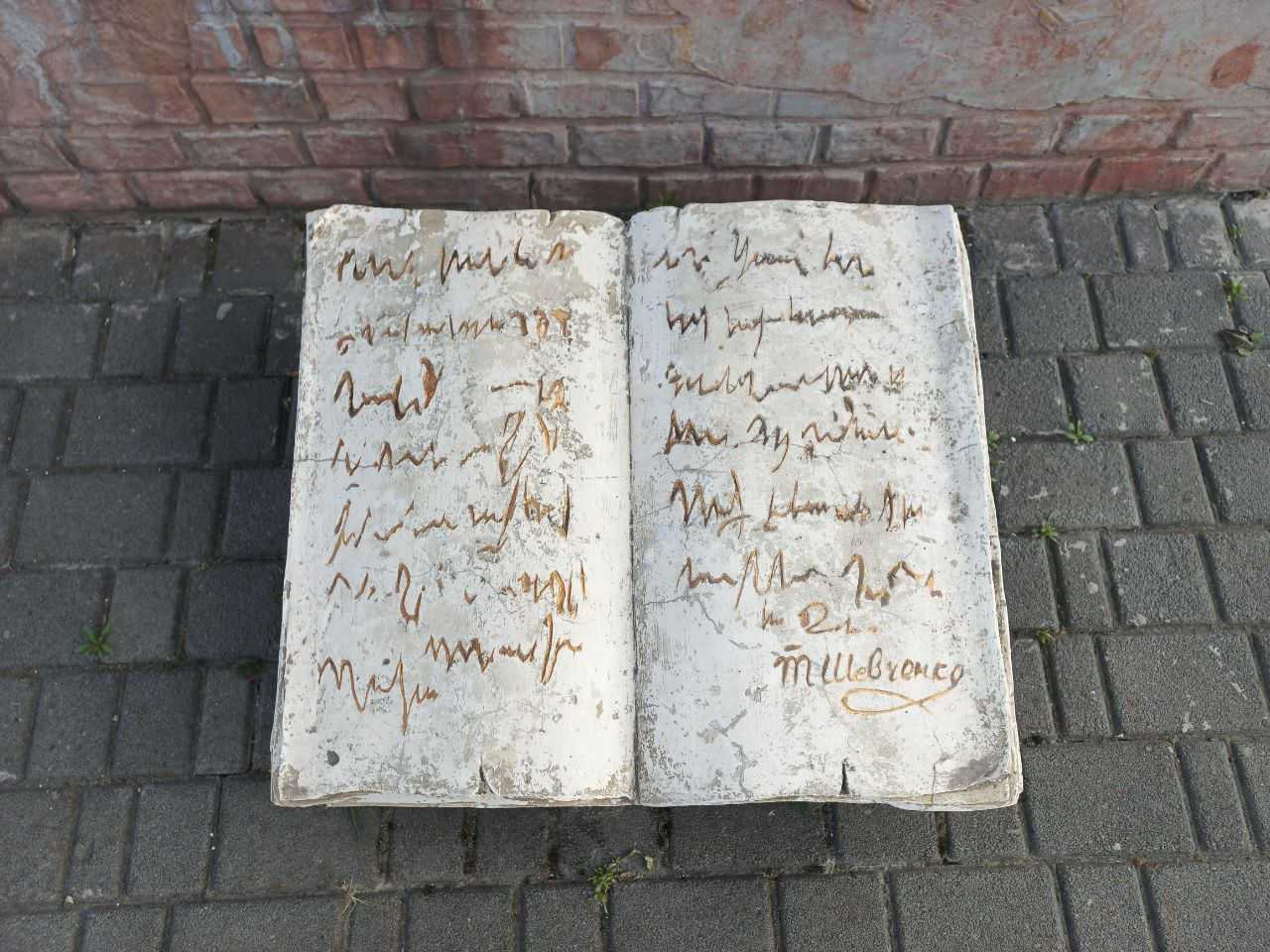
Фрагмент пам'ятника Тарасу Шевченку у Золочеві

Крім того у селищі є старовинна пожежна каланча.

### Засоби масової інформації
У селищі виходить газета селищної ради «Рідний Золочів», «Зоря», та веде мовлення місцева радіостанція.

## Релігія

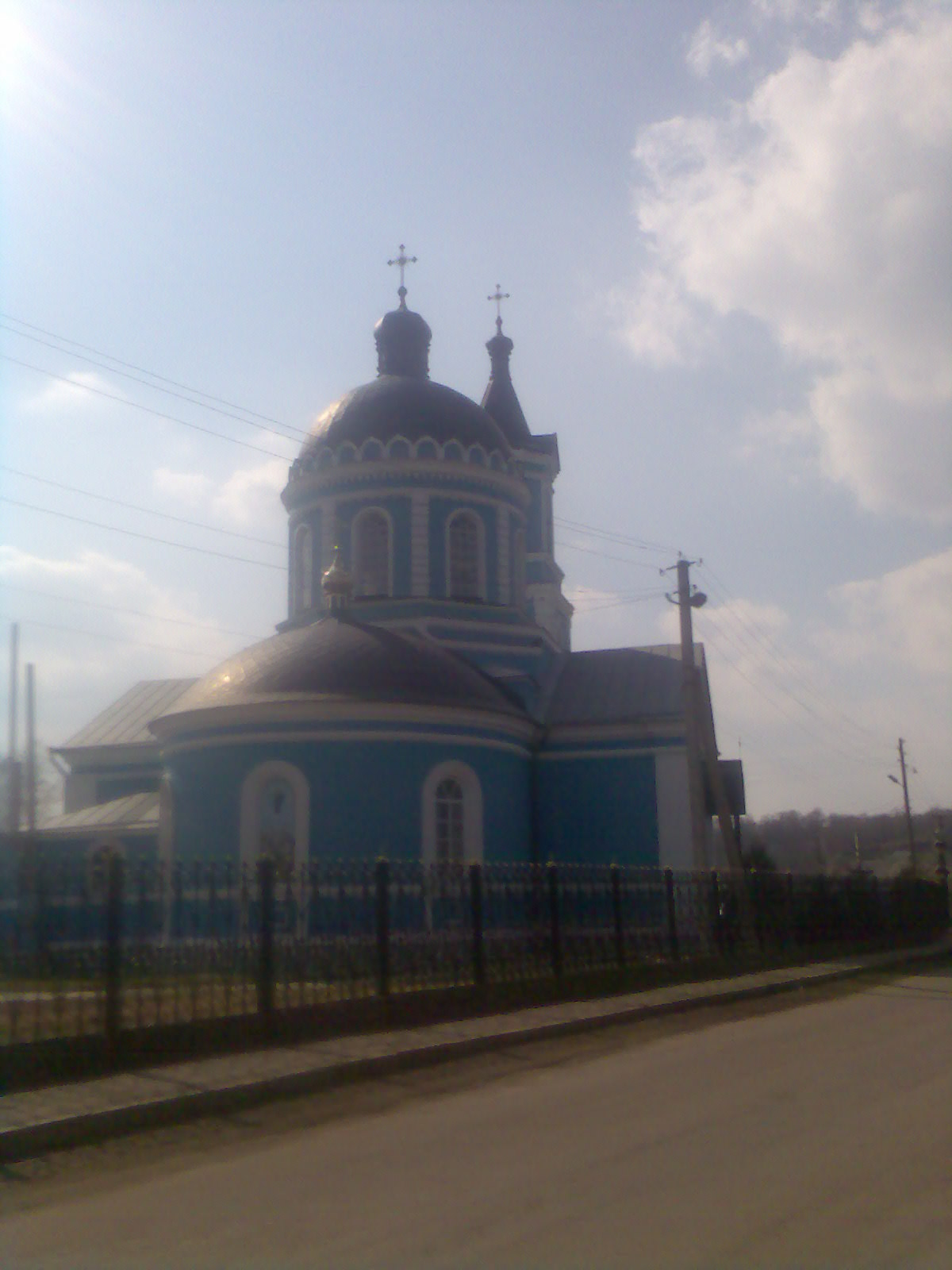
Свято-Вознесенський храм

До жовтневого перевороту у Золочеві було чотири православних храми: Свято-Вознесенський, Свято-Покровський трьохпрестольний собор, Свято-Миколаївський і Свято-Вознесенський. На сьогодні залишився лише один — Вознесенський храм.
Сьогодні у селищі зареєстровано три релігійні громади:
- Парафія Благовіщення Пресвятої Богородиці УГКЦ (заснована 14 січня 2016 року);
- Свято-Вознесенська, Української православної церкви Московського патріархату;
- Євангельські християни-баптисти.

### Культові споруди
- Вознесенський храм (УПЦ МП);
- Церква Євангельских християн-баптистів «Світло Євангелія»;
- В центрі селища освячено місце під будівництво нового храму Віри, Надії, Любові та матері їх Софії УПЦ МП[28][29].

## Герб
Герб Золочева: «У верхній частині щита герб Харківський. У нижній — дві дулі (груші) у зеленім полі, що означають великий цієї землі достаток».

## Відомі люди

### У Золочеві народилися
- кобзар Демченко Микола (1870 — 1920?)
- український і радянський кіноактор Ільченко Данило Іванович (1894–1977).

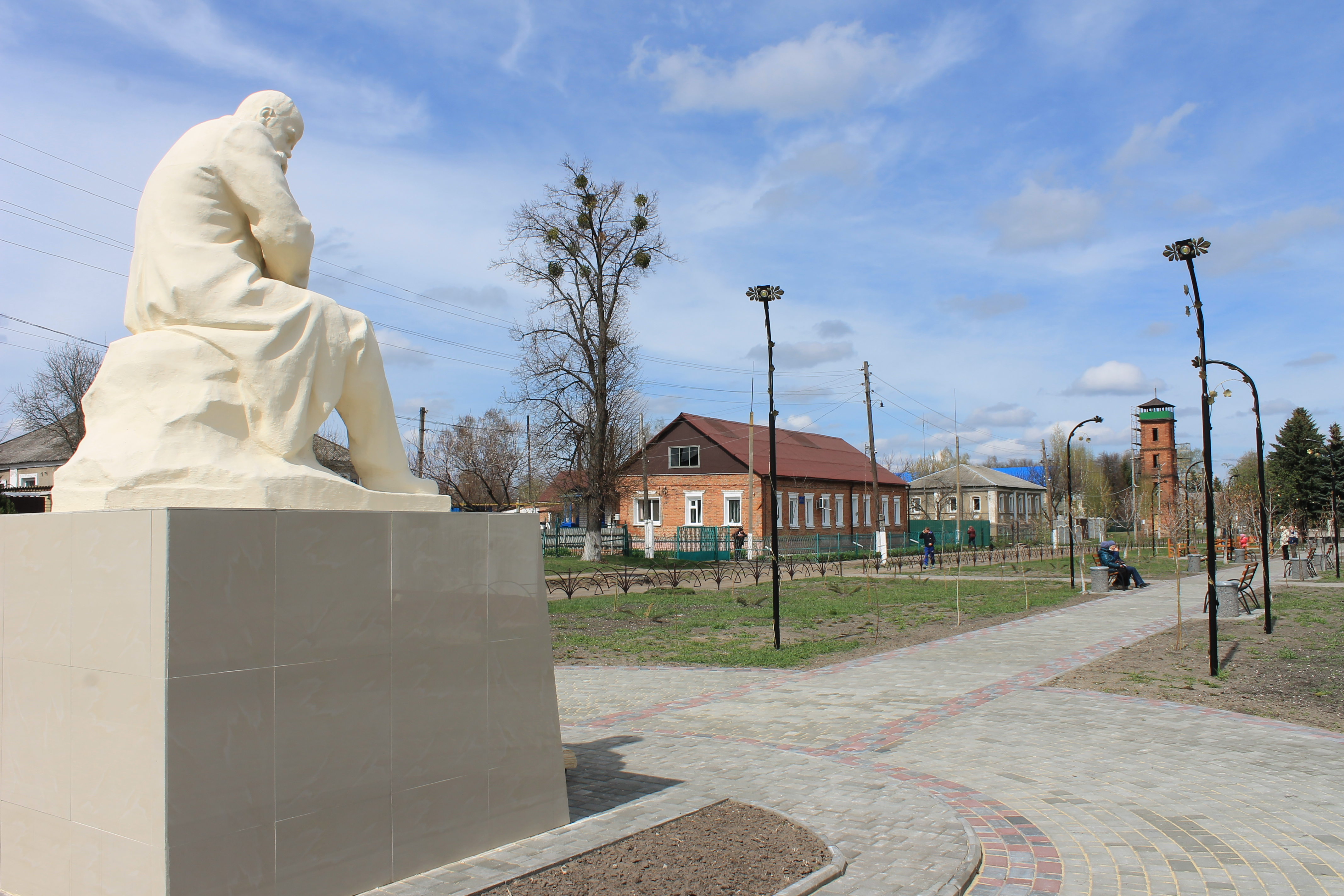
Пам'ятник Тарасу Шевченку. Вигляд збоку

- Пам'ятник Тарасу Шевченку. Вигляд збокухорунжий Армії УНР Старченко Іван (1900 — 1932)
- український спортсмен Вовчанчин Ігор
- військовий і громадський діяч; сотник Армії УНР Гнатченко Микита Григорович